# ویت پژیندیش
ویت پژیندیش (چکی: Vít Přindiš؛ زادهٔ ۱۴ آوریل ۱۹۸۹) قایقران اسلالوم اهل جمهوری چک است.
وی در مسابقات کشوری و بین‌المللی در مجموع برندهٔ ۱۴ مدال طلا، ۱۰ مدال نقره، ۴ مدال برنز شده‌است.